# Église Saint-Sulpice de Faÿ-lès-Nemours
L’église Saint-Sulpice est un édifice religieux catholique situé à Faÿ-lès-Nemours, en France. Il est inscrit aux monuments historiques depuis 1926.

## Situation et accès
L’édifice est situé dans la rue de l'Église, à l'est du village de Faÿ-lès-Nemours. Plus largement, il se trouve dans le département de Seine-et-Marne, en région Île-de-France.

## Statut patrimonial et juridique
L’église fait l’objet d’une inscription au titre des monuments historiques par arrêté du 28 mai 1926, en tant que propriété de la commune.